# Ондрейка, Якоб
Якоб Аксель Пер Ондрейка (швед. Jacob Axel Per Ondrejka; род. 2 сентября 2002, Ландскруна, Сконе) — шведский футболист, вингер клуба «Парма» и сборной Швеции.

## Футбольная карьера
Якоб начинал заниматься футболом в командах «Ландора» и «Ландскруна». За последнюю, выступавшую в Дивизионе 1, он дебютировал в профессиональном футболе в 2019 году. 7 апреля 2019 года Ондрейка сыграл свой первый матч. Соперником была шведская команда «Тролльхэттэн». Всего в своём дебютном сезоне Ондрейка провёл 23 матча и забил 1 мяч.
В январе 2020 года Ондрейка подписал контракт с «Эльфсборгом» до конца сезона 2022. 14 июня 2020 года футболист дебютировал в Аллсвенскан в поединке против «Гётеборга», заменив на 76-й минуте Расмуса Альма. 23 июля того же года забил дебютный гол в шведском чемпионате в ворота Мьельбю.